# Leander Viljanen
Leander Viljanen, född 1871, död 17 mars 1918 i Länkipohja, var befälhavare i Tusbys röda garde. Till yrket var han diversearbetare. Före finska inbördeskriget satt Viljanen i fängelse för två mord, och i början av inbördeskriget sköt han en inspektor som inte överlämnade vapnen snabbt nog vid en husgenomsökning. Han var tidigare soldat i Livgardets 3:e finska skarpskyttebataljon, och han svor till sin son att inte överge sig levande. Under Slaget om Länkipohja sköt han sig själv i potatiskällaren hos köpmannen Artturi Kaukonen dagen efter förlusten. Databasen Krigsdöda i Finland 1914–1922 markerar honom som en av de fallna i slaget. 